# Honbetsu
Honbetsu (jap. 本別町 Honbetsu-chō) – miasto w Japonii, w prefekturze Hokkaido, w podprefekturze Tokachi. Według danych na rok 2020 miejscowość zamieszkiwało 6 618 mieszkańców , a gęstość zaludnienia wyniosła 16,9 os./km².